# Рудой, Борис Захарович
Бори́с Заха́рович Рудо́й (1911 — ?) — советский химик.

## Биография
Родился 3 сентября 1911 года в Одессе (ныне Украина).
Окончил Одесское химико-технологическое училище (1929) и заочное отделение института. В 1956—1958 годах прошёл обучение на педагогическом факультете Ростовского пединститута по специальности химия-биология.
- 1930—1932 — инженер-технолог на химических заводах Москвы и Ленинграда.
- 1933—1935 — аспирант Ленинградского института химической физики.
- 1935—1943 — старший научный сотрудник АН СССР (ИГИАН).
- 1943—1953 — профессор кафедры МАИ имени С. Орджоникидзе и Львовского политехнического института, читал курс химии нефти и моторного топлива (кафедра теории двигателей внутреннего сгорания).
- 1953—1962 — зав. кафедрой общей и аналитической химии Донского зооветеринарного института.
- 1962—1969 — зав. кафедрой неорганической химии Рязанского медицинского института.
- 1969—1974 — зав. кафедрой химии Херсонского сельскохозяйственного института.

С сентября 1974 года на пенсии.
Доктор химических наук (1942, тема диссертации «Низкотемпературное зажигание углеводородов моторных топлив».

## Награды
- Сталинская премия III степени (10 апреля 1942) — за изобретение метода и прибора для определения качества бензинов